# Lee Dixon
Lee Michael Dixon (født 17. marts 1964 i Manchester, England) er en tidligere engelsk fodboldspiller, der tilbragte størstedelen af sin karriere som forsvarsspiller hos Arsenal F.C. i den bedste engelske liga. Han optrådte desuden 22 gange for det engelske landshold.

## Klubkarriere
Dixon startede sin seniorkarriere i 1982 i Burnley F.C., hvor han dog ikke opnåede meget spilletid. Kortere ophold hos Chester City og Bury F.C. gjorde ham imidlertid mere anerkendt, og i 1986 skrev han kontrakt med Stoke City. Her spillede han de følgende to sæsoner 71 kampe inden han i 1988 blev solgt videre til storklubben Arsenal F.C.
I de følgende 15 sæsoner var Dixon i Arsenal en fast del af klubbens forsvar, og var med til at vinde adskillige titler med London-klubben, heriblandt fire engelske mesterskaber, tre FA Cup-titler, én Liga Cup-titel og Pokalvindernes Europa Cup i 1994. Disse opnåede resultater gør ham til en af de mest vindende spillere i klubbens historie.
Blandt Arsenals fans er Dixon sandsynligvis mest husket og elsket for at være manden der lagde op til det måske vigtigste mål i klubbens historie. Arsenal skulle i allersidste spillerunde af sæsonen 1988-89 besejre Liverpool F.C. for at fravriste netop denne klub det engelske mesterskab. I tillægstiden fandt Dixon midtbanespilleren Michael Thomas, der scorede det mål der udødeliggjorde både ham selv og Dixon, og gjorde både kampen og hele den pågældende sæson til en af de mest mindeværdige i Arsenals, og en af de mest dramatiske i engelsk fodbolds historie.
Dixon sluttede sin karriere i 2002 med at vinde The Double med Arsenal. Samtidig stoppede i øvrigt hans mangeårige makker i Arsenals forsvar, Tony Adams.

## Landshold
Dixon nåede at spille 22 kampe for Englands landshold, som han debuterede for i 1990 i en kamp mod Tjekkoslovakiet.

## Titler
Premier League
- 1989, 1991, 1998 og 2002 med Arsenal F.C.

FA Cup
- 1993, 1998 og 2002 med Arsenal F.C.

Liga Cup
- 1993 med Arsenal F.C.

Pokalvindernes Europa Cup
- 1994 med Arsenal F.C.